# Mylothris crawshayi
Mylothris crawshayi is een vlindersoort uit de familie van de Pieridae (witjes), onderfamilie Pierinae.
Mylothris crawshayi werd in 1896 beschreven door Butler.